# Dimesus
Dimesus är ett släkte av skalbaggar. Dimesus ingår i familjen vivlar.

## Dottertaxa tillDimesus, i alfabetisk ordning[1]
- Dimesus benoisti
- Dimesus bicolor
- Dimesus bifasciatus
- Dimesus conicollis
- Dimesus geminus
- Dimesus inornatus
- Dimesus irritus
- Dimesus laetulus
- Dimesus macilentus
- Dimesus ollula
- Dimesus paranensis
- Dimesus pullus
- Dimesus rubricollis
- Dimesus rubricornis
- Dimesus rubrotibialis
- Dimesus semitectus
- Dimesus subnotatus
- Dimesus sulcipectus
- Dimesus thoracicus
- Dimesus uncirostris
- Dimesus vestitus